# Almendra
La almendra es el fruto del almendro (Prunus dulcis), y tal como otros frutos secos, la semilla es la parte que se consume, la cual está envuelta por una película de color canela, además de una cáscara exterior que no es comestible, que representa un peso importante de la almendra (al remover esta cáscara, su peso se reduce un 40%), y una piel verde que se va secando.

## Etimología

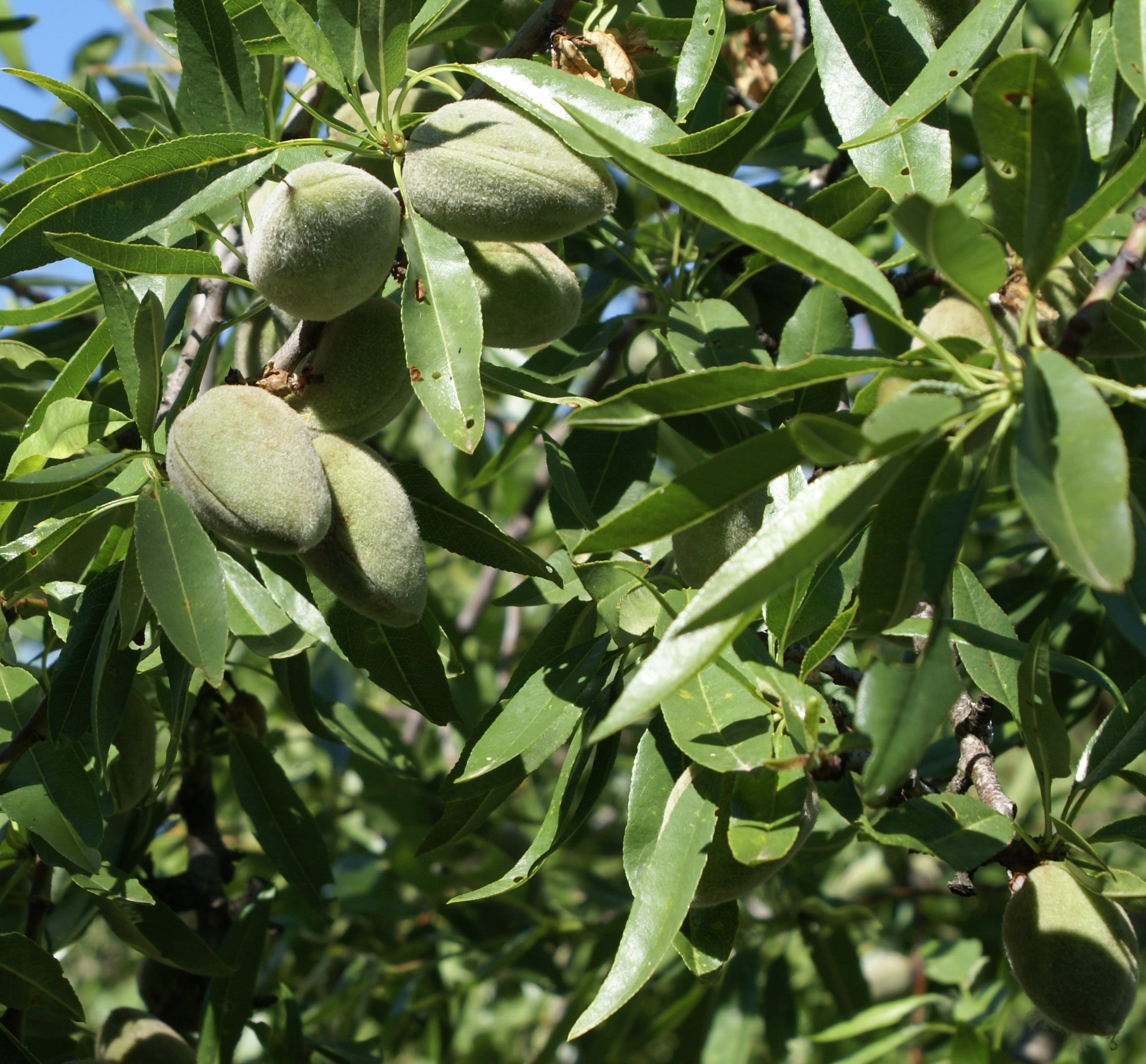
Almendras aún en el árbol.

El término castellano almendra, aunque pueda parecer de origen árabe, proviene directamente del latín, al igual que muchos otros términos castellanos que también empiezan por al- sin ser esta la habitual partícula arábiga. Almendra procede, pues, tras alguna disimilación, de la palabra latina amyndăla, adaptación vulgar de amygdăla: amígdala, la cual es un antiguo préstamo de alguna lengua oriental desconocida en el griego.

## Variedades
Existen una infinidad de variedades que se dividen en dos grandes grupos: "cáscara blanda" y "cáscara dura". Entre las variedades más cultivadas están:
- Atocha: variedad española muy productiva y con almendra de calidad
- Ayles: variedad de floración tardía y maduración de media estación
- Cristomorto: variedad italiana de floración tardía y maduración media
- Desmayo Largueta: variedad española de producción media-alta
- Desmayo rojo: variedad española de floración temprana
- Ferraduel: variedad francesa de floración tardía, muy productiva
- Ferragnès: variedad francesa muy vigorosa y productiva de floración tardía
- Garrigues: variedad muy vigorosa. Fruto pequeño redondeado y semilla pequeña
- Guara: variedad de floración tardía y maduración temprana. Autofertil
- Largueta: la variedad tradicional más cultivada y asilvestrada en Aragón
- Marcona: considerada como la variedad de mayor calidad a nivel mundial[cita requerida]
- Moncayo: variedad de floración tardía
- Nonpareil: variedad de floración semiprecoz
- Tuono: variedad italiana  de floración tardía
- Antoñeta(R): variedad obtenida por el CEBAS-CSIC en Murcia (España). De floración tardía y autofertil
- Marta(R): variedad obtenida por el CEBAS-CSIC en Murcia (España). De floración tardía y autofertil
- Belona(R): variedad obtenida por el CITA en Zaragoza(España). De floración tardía y autofertil, pepita parecida a Marcona
- Soleta(R): variedad obtenida por el CITA en Zaragoza(España). De floración tardía y autofertil, pepita parecida a Largueta
- Penta (cov): variedad obtenida por el CEBAS-CSIC en Murcia (España). De floración extratardía y autofertil, 10–20 después que ferragnes
- Tardona (cov): variedad obtenida por el CEBAS-CSIC en Murcia (España). De floración extratardía y autofertil, 15–30 después que ferragnes

### En España
Las más corrientes en España son:

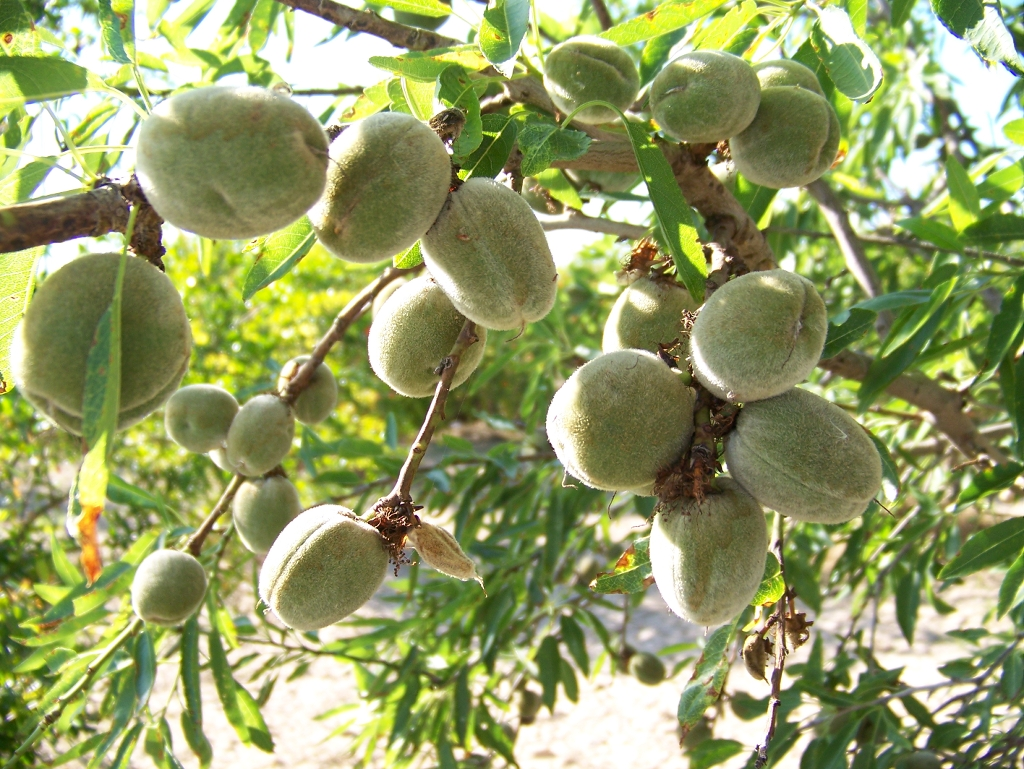
Almendras inmaduras, variedad Mollar in situ.

- La Marcona es la variedad más conocida. Una almendra redonda y gorda, dulce y con poco porcentaje de amargor. Es una de las más utilizadas, la más cara y la más demandada por la industria repostera y turronera.[5] Desprovista de sus envueltas, se tuesta hasta que adquiere el tono deseado para la elaboración de turrones duros o blandos. Sirve de base para las Denominaciones de Origen Jijona y Alicante, así como para la Denominación de Calidad Mazapán de Toledo y los tradicionales guirlaches aragoneses además de la Tarta de Santiago. Asimismo, al tener en su composición menos aceite, se suele destinar a la producción de almendras fritas.[cita requerida]

- La almendra mollar, a la que posee una cáscara blanda fácil de quebrar y que tiene un cierto porcentaje de almendras dobles.[6] [cita requerida]

- La almendra amarga (Prunus dulcis var. amara), que es potencialmente más tóxica que otras variedades al contener mayores cantidades de amigdalina, un glucósido cianogénico que también se encuentra, junto con otros como la prunasina y usualmente en menor proporción, en las semillas de todas las especies del género Prunus.[cita requerida][7]

### En Chile
A través de un acuerdo entre el IRTA y A.N.A. las siguientes variedades de almendra han sido exportadas a Chile.
- Vairo
- Marinada
- Constantí
- Tarraco

## Uso alimentario

### Valores nutricionales

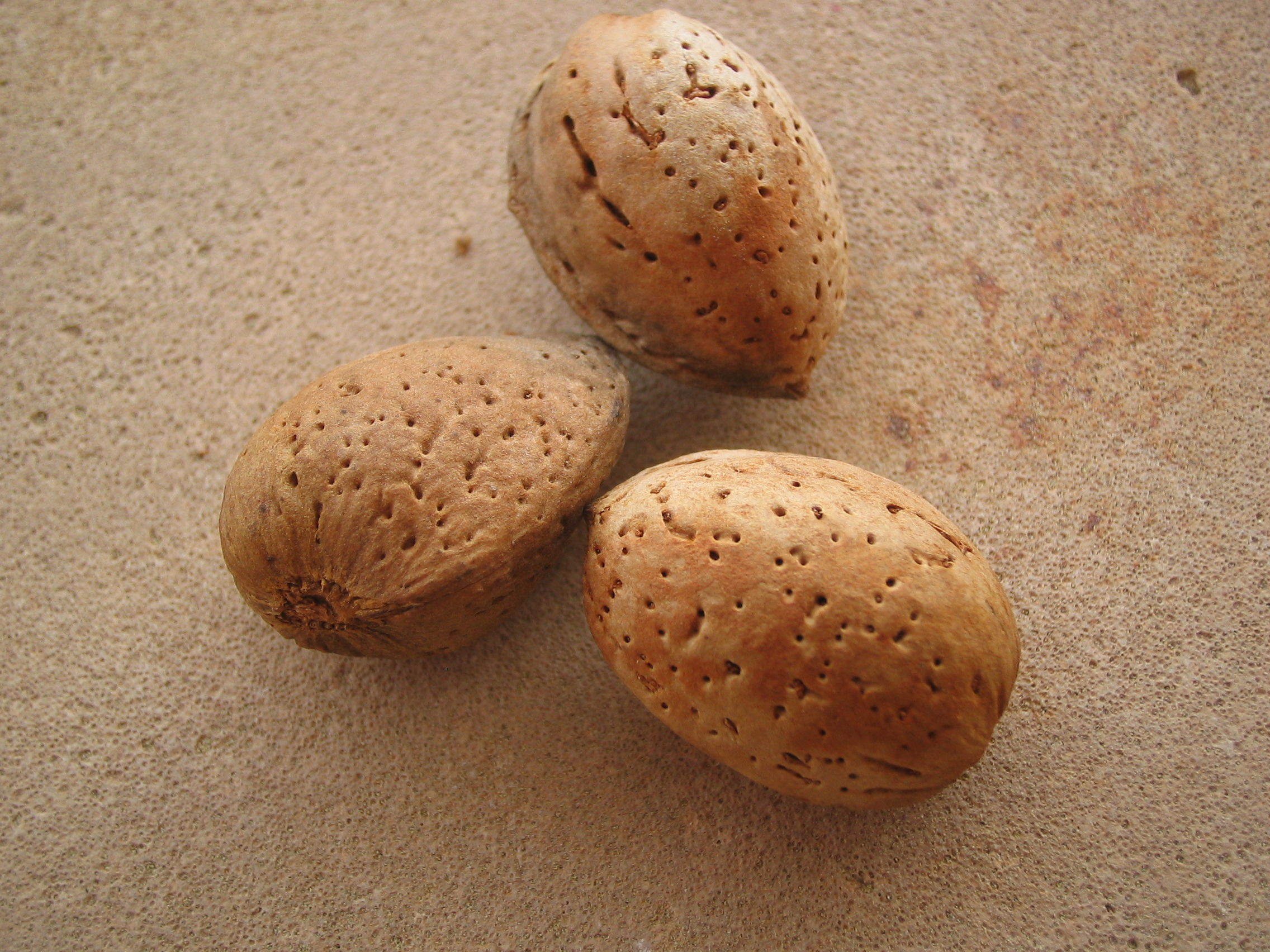
Almendras con cáscara.

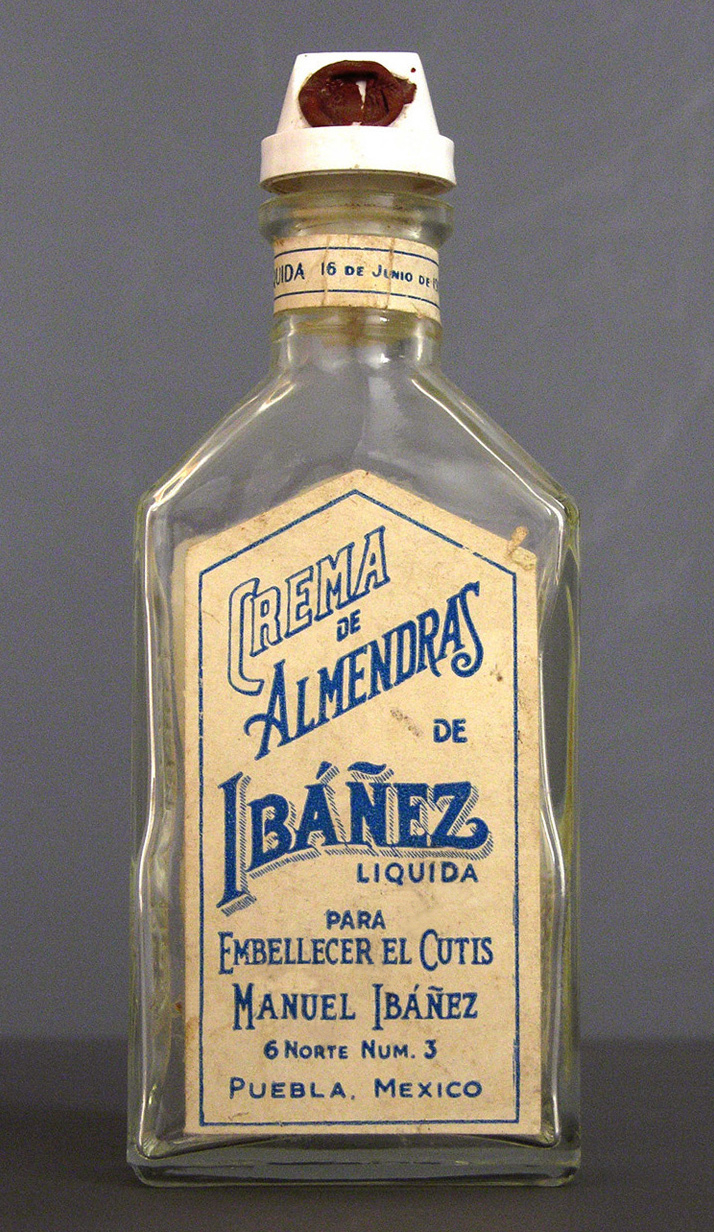
Licor Crema de Almendras de México (principios del) de la colección permanente del Museo del Objeto.

Cada 100 g de almendra común aportan un valor energético de 2423 kJ o 579 kcal, dividiéndose estos a su vez en carbohidratos (21,55 g) de los cuales 4,35 g son azúcares, grasas (49,93 g) de las cuales 3,802 g son saturadas, 31,551 g son monoinsaturadas, 12,329 g son poliinsaturadas y 0,015 g son ácidos grasos trans, proteínas (21,15 g), fibra (12,5 g) y agua (4,41 g). A su vez estos 100 g de producto aportan los siguientes minerales esenciales, calcio (269 mg), hierro (3,71 mg), magnesio (270 mg), fósforo (481 mg), potasio (733 mg), sodio (1 mg), zinc (3,12 mg), cobre (1,031 mg), manganeso (2,179 mg) y selenio (4,1 mcg).
Cada 100 g de almendra común aportan las siguientes vitaminas, B1 o tiamina (0,205 mg), B2 o riboflavina (1,138 mg), B3 o niacina (3,618 mg), B5 o ácido pantoténico (0,471 mg), B6 (0,137 mg), B9 o ácido fólico (44 mcg), colina (52,1 mg), caroteno (1 mcg), E o α-tocoferol (25,63 mg), tocoferol beta (0,23 mg), tocoferol gamma (0,64 mg), tocoferol delta (0,07 mg), luteína + zeaxantina (1 mcg) y A o retinol (2 IU). Para ver los valores con mayor detalle, se puede consultar la ficha que aparece en la página superior derecha de la página.
Se debe tener en cuenta que, como todo fruto seco, la almendra es alergénica.

### Gastronomía

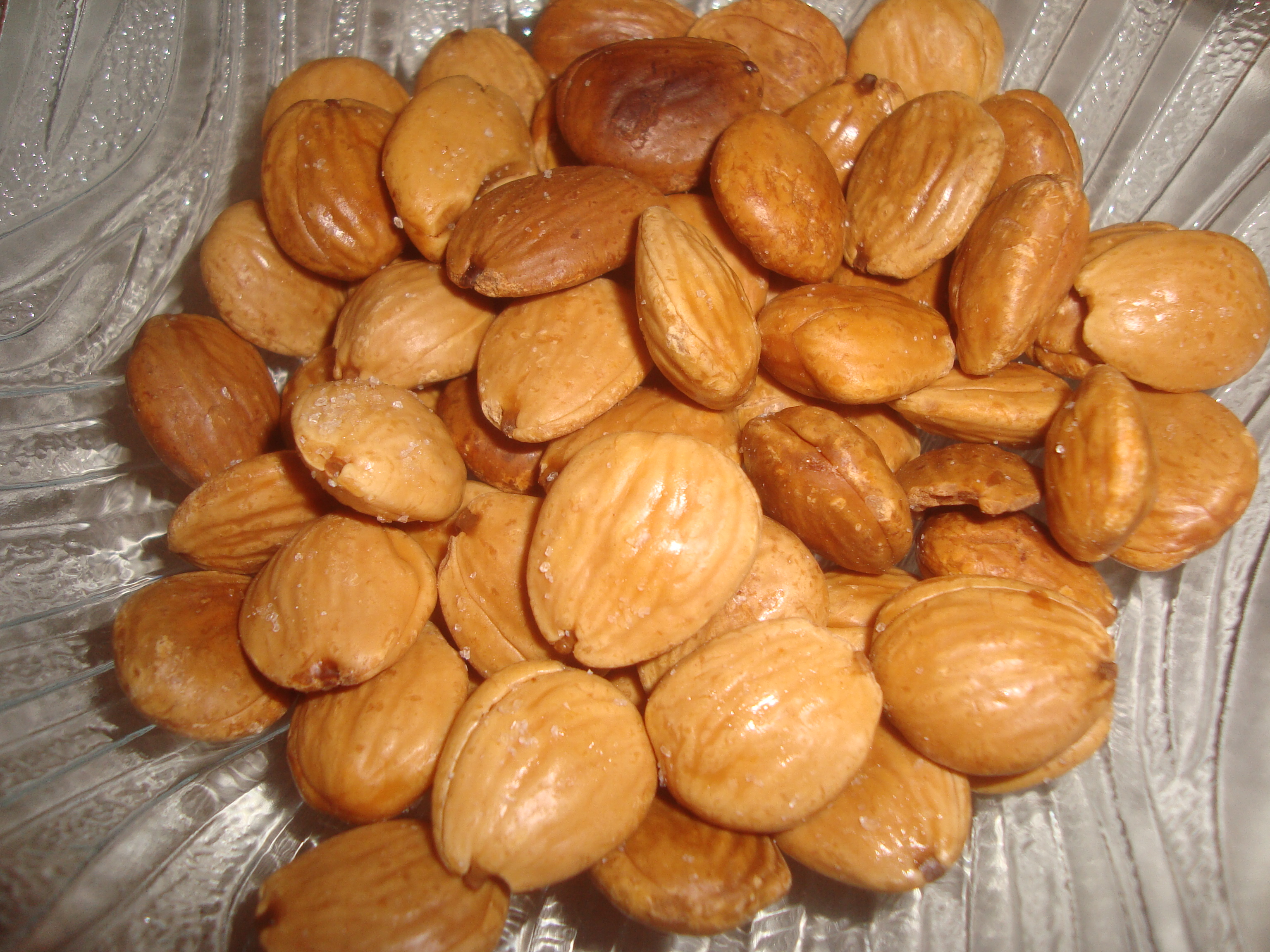
Almendras fritas con aceite de oliva

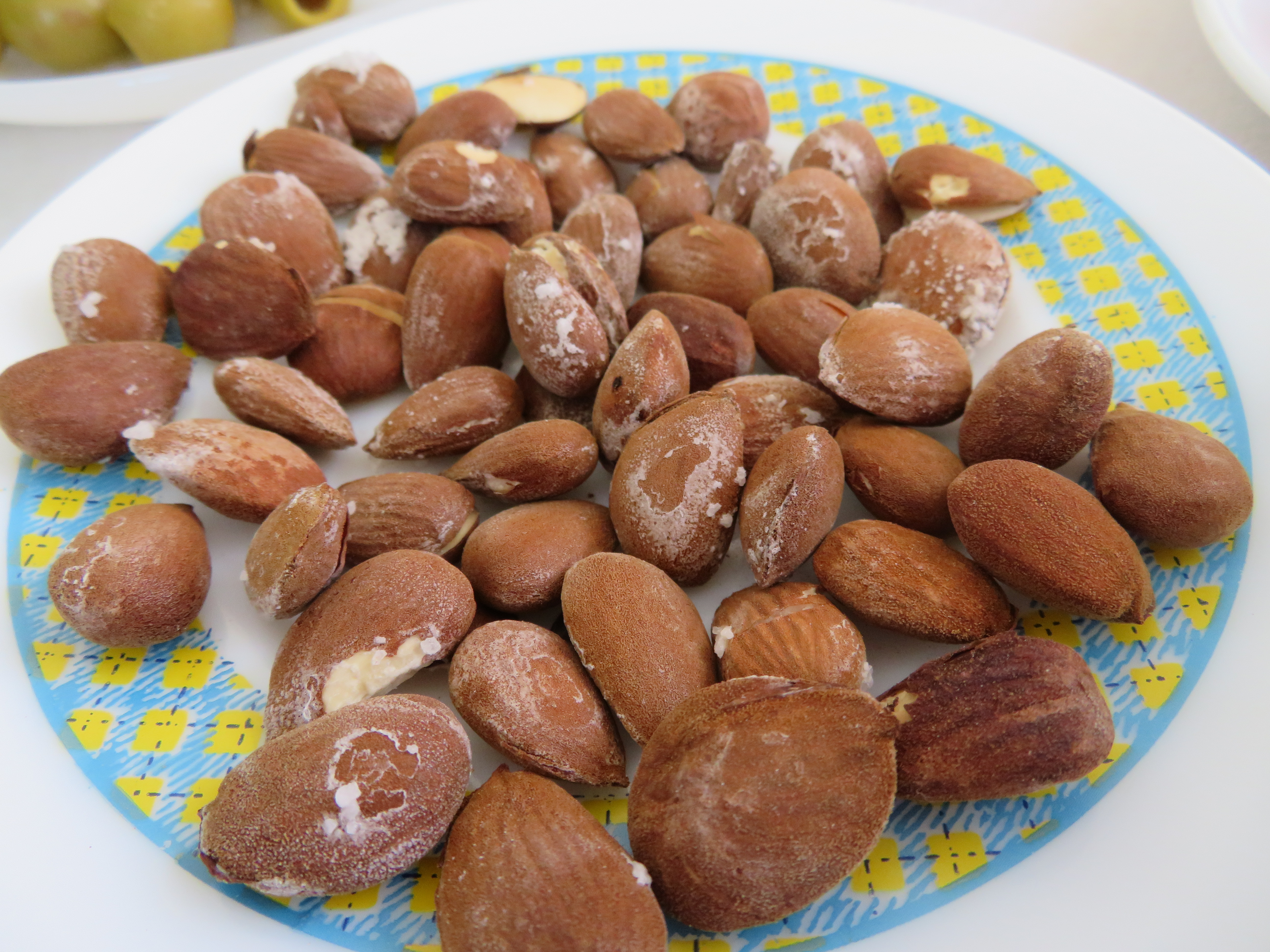
Almendras tostadas al horno (Xert, España).

En la repostería española, la almendra es muy utilizada como ingrediente en la elaboración de postres tradicionales, como los turrones, los mazapanes y las tartas (entre las que destaca la tarta de Santiago), además de los helados y dulces, o como aperitivo, asada o frita.
La almendra también puede ser consumida en la leche de almendra u horchata de almendra.
Para los veganos, la leche de almendra constituye una opción en el aporte de proteínas, además de ser ligera y tener un sabor agradable levemente dulce. La leche de almendra es ideal para las etapas de crecimiento y adolescencia gracias a su aporte de potasio y calcio.
El consumo de almendra ayuda a reducir el colesterol sanguíneo total y el LDL.

## Otros usos
El aceite de este fruto es utilizado como emoliente, y la esencia de almendras amargas, en perfumería, por su aroma. También tiene otros usos el almendruco, que es el fruto tierno e inmaduro.

## Cifras de producción
| Principales productores de almendra (2018) (toneladas) | Principales productores de almendra (2018) (toneladas) |
| ------------------------------------------------------ | ------------------------------------------------------ |
| Estados Unidos                                         | 1.872.500                                              |
| España                                                 | 339.033                                                |
| Irán                                                   | 139.029                                                |
| Marruecos                                              | 117.270                                                |
| Turquía                                                | 100.000                                                |
| Italia                                                 | 79.801                                                 |
| Australia                                              | 69.880                                                 |
| Túnez                                                  | 66.733                                                 |
| Argelia                                                | 57.213                                                 |
| China                                                  | 49.879                                                 |
| Grecia                                                 | 38.352                                                 |
| Chile                                                  | 36.033                                                 |

Fuente

### En Estados Unidos
Estados Unidos fue en 2013 el mayor productor de almendras, con una cifra de producción de 1.814.372 toneladas.

### En España

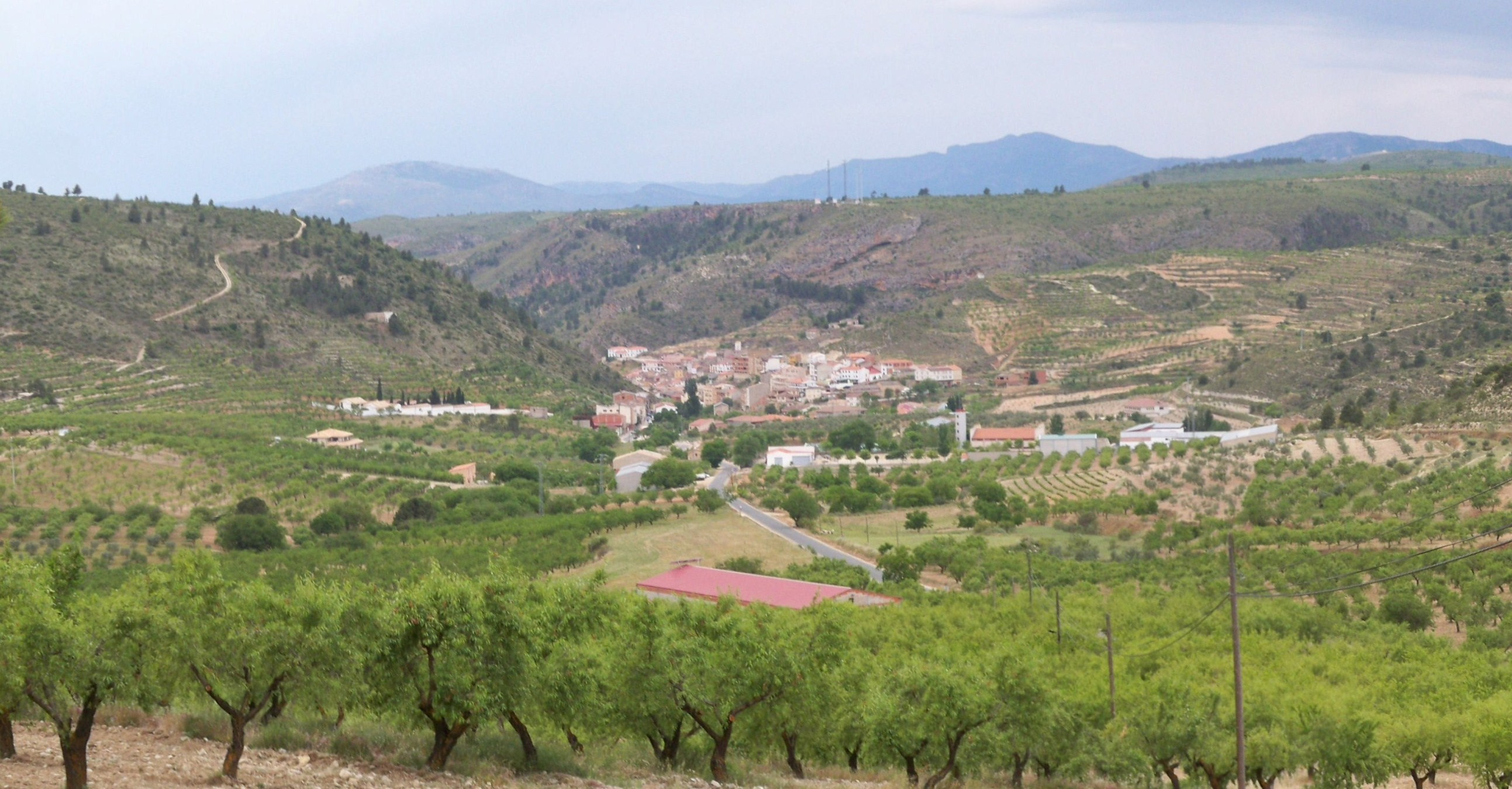
Campo de almendros en Molinicos (provincia de Albacete)

La producción en España se concentra en las Comunidades del litoral mediterráneo: Cataluña, Comunidad Valenciana, Baleares (Mallorca), Región de Murcia y Andalucía; así como en algunas zonas del interior tales como Aragón y la zona más oriental de Castilla-La Mancha, fundamentalmente en la provincia de Albacete.
En el año 2009 la producción de almendra fue de 270.686 toneladas, siendo así el segundo productor mundial precedido por Estados Unidos con una producción de 1.162.200 toneladas. Del año 2010 al 2013 las cifras se redujeron gradualmente con 222.518 y 149.000 toneladas respectivamente. En 2014 las cifras de producción se incrementaron hasta 195.704 toneladas.

### En México
México es uno de los 50 principales países productores de almendras. En el año 2013 su producción fue de 60.000 toneladas.

### En Chile
La producción en Chile en el año 2013 fue de 28.560 toneladas.

### En Argentina
Argentina es uno de los 50 principales países productores de almendras. Su producción durante el año 2013 fue de un total de 648 toneladas. En Argentina, como en el resto del mundo, la producción de almendra es muy variable de un año a otro, debido a las cambiantes condiciones meteorológicas.

## Metáforas
La almendra propiamente dicha ha dado lugar a denominaciones normativas y no normativas en idioma español para otros objetos:
- Cada cairel o pieza de cristal, o metal que adorna a ciertos tipos de lámparas como las llamadas arañas o algunos candelabros.
- A todo adorno o moldura cuya forma recuerda a la fruta almendra.
- Los diamantes con un clivado o tallado tal que les da un facetado cuya forma recuerda a una almendra.
- Se llama almendra a guijarros o piedras pequeñas.
- En arte se llama almendra o mandorla a una especie de aureola pintada con la forma de vesica piscis; tal almendra es muy frecuente en la pintura medieval, rodeando las imágenes del Cristo o de la Virgen.
- A un molusco, la almendra de mar o Glycimeris glycimeris.
- En ocasiones los urbanistas denominan almendra al núcleo de una ciudad.
- Almendra puede referirse en sentido figurado a partes genitales, por ejemplo a la vagina o al clítoris.